# شقائق النعمان (مسرحية)
شقائق النعمان مسرحية سورية من المسرحيات الهادفة والمميزة في الوطن العربي وهي من المسرحيات الاجتماعية السياسية، كتبها محمد الماغوط. قام بأداء دور البطولة فيها الفنان دريد لحام وأسرة تشرين المسرحية السورية ومنهم سلمى المصري وعدد من الفنانات والفنانين السوريين المبدعين.

## طاقم العمل[1]
1. دريد لحام
2. سلمى المصري
3. حسام تحسين بيك
4. عمر حجو
5. يوسف حنا
6. شاكر بريخان
7. عبد الرحمن الجراح
8. أحمد رافع
9. أيمن بهنسي
10. أميرة خطاب
11. ماهر حيدر
12. فيروز فوق العادة